# 胎記寶螺
胎記寶螺（学名：Cypraea maculifera）为寶螺科寶螺屬下的一个种。